# Hola Hola (EP)
«Hola Hola» es el EP debut del grupo surcoreano KARD. Fue lanzado el 19 de julio de 2017 junto con su sencillo debut del mismo nombre, por DSP Media y distribuido por LOEN Entertainment. El EP contiene 6 canciones en su edición digital 4 instrumentales más en su edición física. Para promocionar el EP, KARD ofreció una gira mundial llamada Wild Kard Tour la cual paso por América y Europa. El EP obtuvo un buen recibimiento comercial alcanzado la segunda posición en el Gaon Album Chart y logró vender 16,881 copias acumuladas en varias semanas en el chart.

## Lista de canciones
- Descarga digital

| N.º   | Título                                                          | Escritor(es)                                     | Música                                           | Duración |  |
| 1.    | «Oh NaNa» (con Heo Young-ji)                                    | Nassun, BM, J.seph                               | Nassun, Dalgwi, Big Tone, EJ Show                | 3:26     |  |
| 2.    | «Don't Recall»                                                  | Nassun, Big Tone, J.seph                         | Nassun, EJ Show, Big Tone                        | 3:28     |  |
| 3.    | «Rumor»                                                         | Nassun, BM                                       | Nassun, EJ Show, Big Tone                        | 3:37     |  |
| 4.    | «Hola Hola»                                                     | Nassun, BM, J.seph, Big Tone                     | Nassun, DALGUI, Big Tone                         | 3:22     |  |
| 5.    | «나는 멈추지 않는다» (naneun meomchuji anhneunda; I Can't Stop) | Cho Jinho                                        | Cho Jinho                                        | 3:49     |  |
| 6.    | «Living Good» (Special thanks to)                               | BM, J.seph, Jeon Somin, Jeon Jiwoo, LEEZ, Nassun | BM, J.seph, Jeon Somin, Jeon Jiwoo, LEEZ, Nassun | 3:35     |  |
| 21:18 |                                                                 |                                                  |                                                  |          |  |

| Hola Hola — Edición física |                        |              |                                                  |          |  |
| N.º                        | Título                 | Escritor(es) | Música                                           | Duración |  |
| 7.                         | «Oh NaNa» (Inst.)      |              | Nassun                                           | 3:26     |  |
| 8.                         | «Don't Recall» (Inst.) |              | Nassun, EJ Show, Big Tone                        | 3:28     |  |
| 9.                         | «Rumor» (Inst.)        |              | Nassun, EJ Show, Big Tone                        | 3:37     |  |
| 10.                        | «Living Good» (Inst.)  |              | BM, J.seph, Jeon Somin, Jeon Jiwoo, LEEZ, Nassun | 3:35     |  |
| 35:25                      |                        |              |                                                  |          |  |

## Posicionamiento en listas

### Listas semanales
| Lista (2017)                      | Mejor posición |
| --------------------------------- | -------------- |
| Corea del Sur (Gaon Album Chart)  | 2              |
| Taiwan's Five Music Weekly Chart  | 7              |
| US World Albums (Billboard)       | 3              |
| US Heatseekers Albums (Billboard) | 25             |